# (37473) 9066 P-L
9066 P-L (asteroide 37473) é um asteroide da cintura principal. Possui uma excentricidade de 0.18405140 e uma inclinação de 4.77132º.
Este asteroide foi descoberto no dia 24 de setembro de 1960 por Cornelis Johannes van Houten e Ingrid van Houten-Groeneveld e Tom Gehrels em Palomar.